# Режанці (Хорватія)
Режанці (хорв. Režanci) — населений пункт у Хорватії, в Істрійській жупанії у складі громади Светвинченат.

## Населення
Населення за даними перепису 2011 року становило 219 осіб.
Динаміка чисельності населення поселення:

## Клімат
Середня річна температура становить 12,81 °C, середня максимальна – 27,14 °C, а середня мінімальна – -1,88 °C. Середня річна кількість опадів – 946 мм.
| Клімат поселення                              | Клімат поселення | Клімат поселення | Клімат поселення | Клімат поселення | Клімат поселення | Клімат поселення | Клімат поселення | Клімат поселення | Клімат поселення | Клімат поселення | Клімат поселення | Клімат поселення | Клімат поселення |
| Показник                                      | Січ.             | Лют.             | Бер.             | Квіт.            | Трав.            | Черв.            | Лип.             | Серп.            | Вер.             | Жовт.            | Лист.            | Груд.            |                  |
| Середній максимум, °C                         | 9,75             | 10,55            | 13,30            | 17,02            | 22,12            | 26,41            | 27,14            | 26,76            | 21,81            | 17,22            | 12,11            | 9,25             |                  |
| Середня температура, °C                       | 3,92             | 4,74             | 7,46             | 11,19            | 16,32            | 20,58            | 23,00            | 22,63            | 17,66            | 13,07            | 7,97             | 5,11             |                  |
| Середній мінімум, °C                          | −1,88            | −1,1             | 1,65             | 5,37             | 10,50            | 14,77            | 18,86            | 18,49            | 13,53            | 8,93             | 3,82             | 0,96             |                  |
| Норма опадів, мм                              | 72               | 60               | 68               | 76               | 66               | 76               | 55               | 80               | 85               | 106              | 115              | 87               |                  |
| Середньомісячна швидкість вітру, м/с          | 2.44             | 2.71             | 2.84             | 2.76             | 2.47             | 2.37             | 2.34             | 2.32             | 2.37             | 2.59             | 2.73             | 2.67             |                  |
| Середньомісячна сонячна радіація, кДж/м²·день | 4551             | 7463             | 10757            | 15189            | 19461            | 21186            | 22011            | 19074            | 14180            | 9181             | 4987             | 3876             |                  |
| --------------------------------------------- | ---------------- | ---------------- | ---------------- | ---------------- | ---------------- | ---------------- | ---------------- | ---------------- | ---------------- | ---------------- | ---------------- | ---------------- | ---------------- |
| Джерело:                                      |                  |                  |                  |                  |                  |                  |                  |                  |                  |                  |                  |                  |                  |